# Poa autumnalis
Poa autumnalis är en gräsart som beskrevs av Henry Ernest Muhlenberg och Stephen Elliott. Poa autumnalis ingår i släktet gröen, och familjen gräs. Inga underarter finns listade i Catalogue of Life.